# ポートランド教区
ポートランド教区（ポートランドきょうく、英語: Portland Parish）は、ジャマイカの北東の海岸に位置するサリー郡の教区。首府はポート・アントニオ。セント・トーマス教区の北、セント・メアリー教区の東に位置する。ジャマイカの農村地域の1つであり、美しいビーチで知られている。

## 隣接行政区画
- セント・トーマス教区
- セント・アンドリュー教区
- セント・メアリー教区